# Én vagyok a világ
Az Én vagyok a világ a Republic stúdióalbuma 1992-ből. Az együttesben tagcsere történt, Bali Imre helyét a szólógitárosi poszton Patai Tamás vette át. Az album új színt is hozott a Republic zenei világába, megjelentek a népzenei ihletésű dalok.

## Kiadásai
- 1992 LP, MC
- 1995 CD

## Dalok
Valamennyi dal Cipő szerzeménye, kivéve, ahol a szerzőséget feltüntettük.
1. Válassz egy csillagot
2. Megsimogatná arcomat
3. Engedj közelebb
4. Üss a kalapáccsal!
5. Tavaszi szél (instrumentális) (Tóth Zoltán)
6. Nem vagyok rosszabb, csak más vagyok
7. De jó, hogy élek
8. Törjön szét (Tóth Zoltán–Bódi László)
9. Ez egy nagy titok
10. A kés hegyén táncol az élet
11. Kék ibolya (Tóth Zoltán)
12. Lassú vonat érkezik
13. Valahonnan valahová (instrumentális) (Tóth Zoltán)

## Közreműködtek
- Tóth Zoltán – Gibson S1, Höfner gitárok, Aria akusztikus gitár, vokál
- Patai Tamás – Fender Stratocaster, Fender Telecaster, Gibson Les Paul Custom gitárok, vokál
- Nagy László Attila – Sonor dobok, trambulin, ütőhangszerek
- Boros Csaba – Rickenbacker 4001 basszusgitár, vokál
- Cipő „Cipő” – ének
- Berkovits Gábor, Csizmazia Raffael, Habarits „Éljen” Béla, Kalapos Béla, Szilágyi „Bigyó” László – vokál

## Videóklipek
- A kés hegyén táncol az élet
- Engedj közelebb
- Törjön szét

## Toplistás szereplése
Összesen 17 héten át szerepelt a Mahasz Top 40-es eladási listán, legjobb helyezése 4. volt.